# ニュー・リバー海軍航空技術訓練センター
ニュー・リバー海軍航空技術訓練センター(CNATT Unit New River)は、ニュー・リバー海兵隊航空基地に所在し、V-22、CH-53などに関する教育訓練を実施する海軍航空技術訓練センター(Center for Naval Aviation Technical Training, CNATT)の一部署である。

## 任務
ニュー・リバー海軍航空技術訓練センターの任務は、下士官兵に対して、運用、航空器材およびシステムの整備および修理などに関する運用部隊の要求に基づいた最善の技術訓練を提供するとともに、海兵隊員および海軍・空軍兵士として必要な指導力および責任感を育成することにある。

## 編成
ニュー・リバー海軍航空技術訓練センターは、本部、3つの整備訓練部隊および訓練支援部で編成されている。
整備訓練部隊（MTU）には、CH-46MTU、CH-53MTUおよびV-22MTUがあり、それぞれが最新式のコンピューターを用いた整備訓練に加えて、実機を用いた実習訓練を行っている。また、技術下士官兵を直接的に訓練するだけではなく、移動訓練チームの派遣・派遣準備部隊に対する訓練計画および資料の作成、特定のシステムに関する補備教育などを実施している。
訓練支援部は、各MTUに対して、兵站、管理および教育準備に関する支援を行っている。